# لیکسلیپ
شهر لیکسلیپ (به انگلیسی: Leixlip) با جمعیت ۱۴٫۸۲۴ نفر در شهرستان کیلدر در کشور جمهوری ایرلند واقع شده‌است.